# 가타오카 사토시
가타오카 사토시(일본어: 片岡 聡, 1958년 8월 3일 일본 지바현 마쓰도시 ~ )는 일본의 바둑 기사이다. 일본기원 소속의 바둑 기사로서 "콧수염 바둑 기사"로도 잘 알려져 있다.

## 입상 경력
- 1967년 일본기원 원생
- 1972년 입단, 초단
- 1973년 2단 승단
- 1975년 3단 승단
- 1976년 4단 승단
- 1977년 5단 승단
- 1979년 제5기 천원전 준우승(상대 가토 마사오 0-3)
- 1981년 제6기 기성전 5단전 우승, 제25기 수상배(당시 총리 나카소네 야스히로) 준우승, 6단 승단
- 1982년 7단 승단, 제7기 신인왕전 우승, 첫 타이틀(상대 요다 노리모토 2-0), 제8기 천원전 우승 (상대 가토 마사오 3-2)
- 1983년 제9기 천원전 우승 (2연패, 상대 아와지 슈조 3-1)
- 1985년 8단 승단
- 1988년 9단 승단
- 1990년 제12기 학성전 우승
- 1993년 제26회 조기선수권 우승
- 1994년 제49기 혼인보 준우승 (상대 조치훈 4-3)
- 1998년 제31기 조기선수권 우승
- 2008년 제33기 기성전 리그예선 진출, 제64기 혼인보 리그예선 진출
- 2018년 제8회 일본 마스터즈컵 준우승 (상대 요다 노리모토)